# Sources de la Seine
La Seine prend sa source à Source-Seine, dans le département de la Côte-d'Or, en région Bourgogne-Franche-Comté, en France. Le site possède un important sanctuaire gallo-romain.

## Situation géographique
La source principale de la Seine est située sur le plateau de Langres (à cheval entre la Côte-d'Or et la Haute-Marne), à 446 m d'altitude,. Le plateau donne également naissance à plusieurs autres cours d'eau importants du nord de la France : la Marne, l'Aube et la Meuse.
Administrativement, la Seine prend sa source sur la commune de Source-Seine, à l'est du village de Saint-Germain-Source-Seine, près de sa limite avec Poncey-sur-l'Ignon, dans le département de la Côte-d'Or à une trentaine de kilomètres au nord-ouest de Dijon, dans la région Bourgogne-Franche-Comté.
Le site est facilement accessible, directement situé à côté de la route départementale 103, elle-même connexe à la D 971 (entre Dijon et Châtillon-sur-Seine).

## Description
Le site des sources de la Seine se présente sous la forme d'un vallon aménagé en parc paysager aménagé autour de la Seine encore ruisseau. La première source est protégée par un nymphée érigé en 1865 par les architectes Gabriel Davioud, Victor Baltard et Combaz, à la suite de l'achat du terrain par la ville de Paris. Il abrite une statue d'une nymphe fluviale, copie d'une œuvre du sculpteur bourguignon François Jouffroy.
La Seine coule ensuite sous l'esplanade aménagée pour admirer la grotte artificielle qui abrite la source. Cette esplanade est considérée par certains comme le premier pont sur la Seine.

### Pont Paul-Lamarche
Le pont Paul-Lamarche est souvent considéré comme le premier pont sur la Seine. C'est un minuscule pont de pierre, construit dans les années 1970 par M. Cardinet, ingénieur de la Ville de Paris, afin d'éviter que les personnes qui tentent de franchir la Seine qui est un ruisseau à cet endroit ne terminent les pieds dans l'eau. En 2002, il prend le nom de Paul Lamarche (1902-2003)  gardien du parc pendant plus de 50 ans.

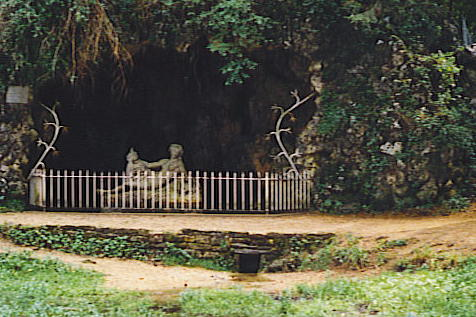
Le nymphée et son esplanade.
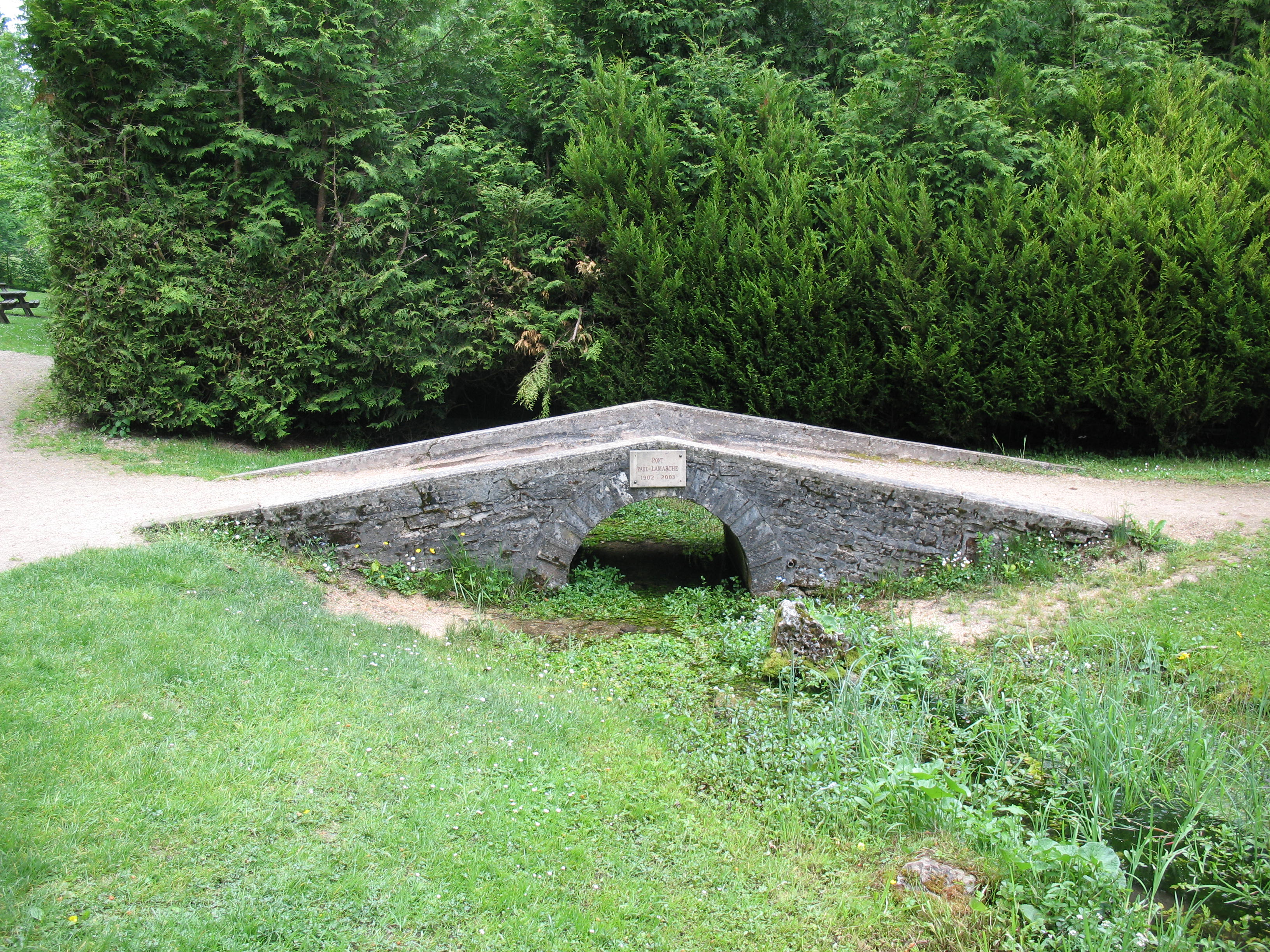
Le pont Paul-Lamarche vu de l'amont.

Par décret en date du 22 août 2019 le site est classé.

## Historique

### Époque antique
Dans l'Antiquité, le site des sources de la Seine est situé sur le territoire des Lingons, une tribu celte occupant la région du plateau de Langres. À partir de la fin de La Tène, il abrite un sanctuaire aménagé par les Lingons qui y construisent deux temples, une enceinte avec des colonnes et d'autres structures centrées sur la piscine et la source. À l'époque gallo-romaine, entre le Ier siècle et la fin du IVe siècle, le sanctuaire est dédié à la déesse Sequana, nymphe des sources du fleuve.
Le sanctuaire est un lieu de pèlerinage et les fouilles ultérieures ont mis au jour plusieurs centaines d'ex-voto.

### Étude et mise en valeur du site auXIXesiècle

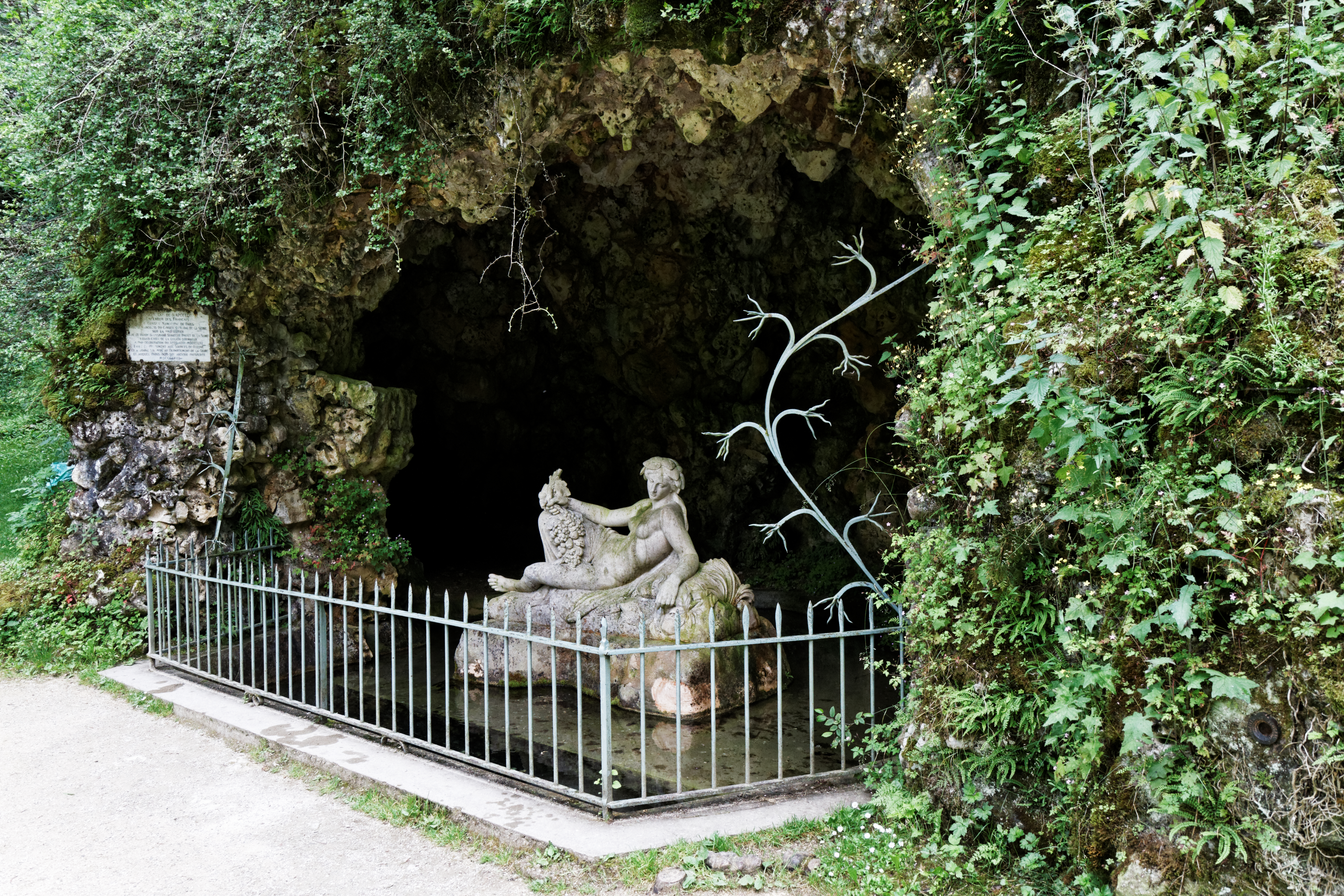
Sequana, déesse de la Seine, monument construit sur la source principale de la Seine.

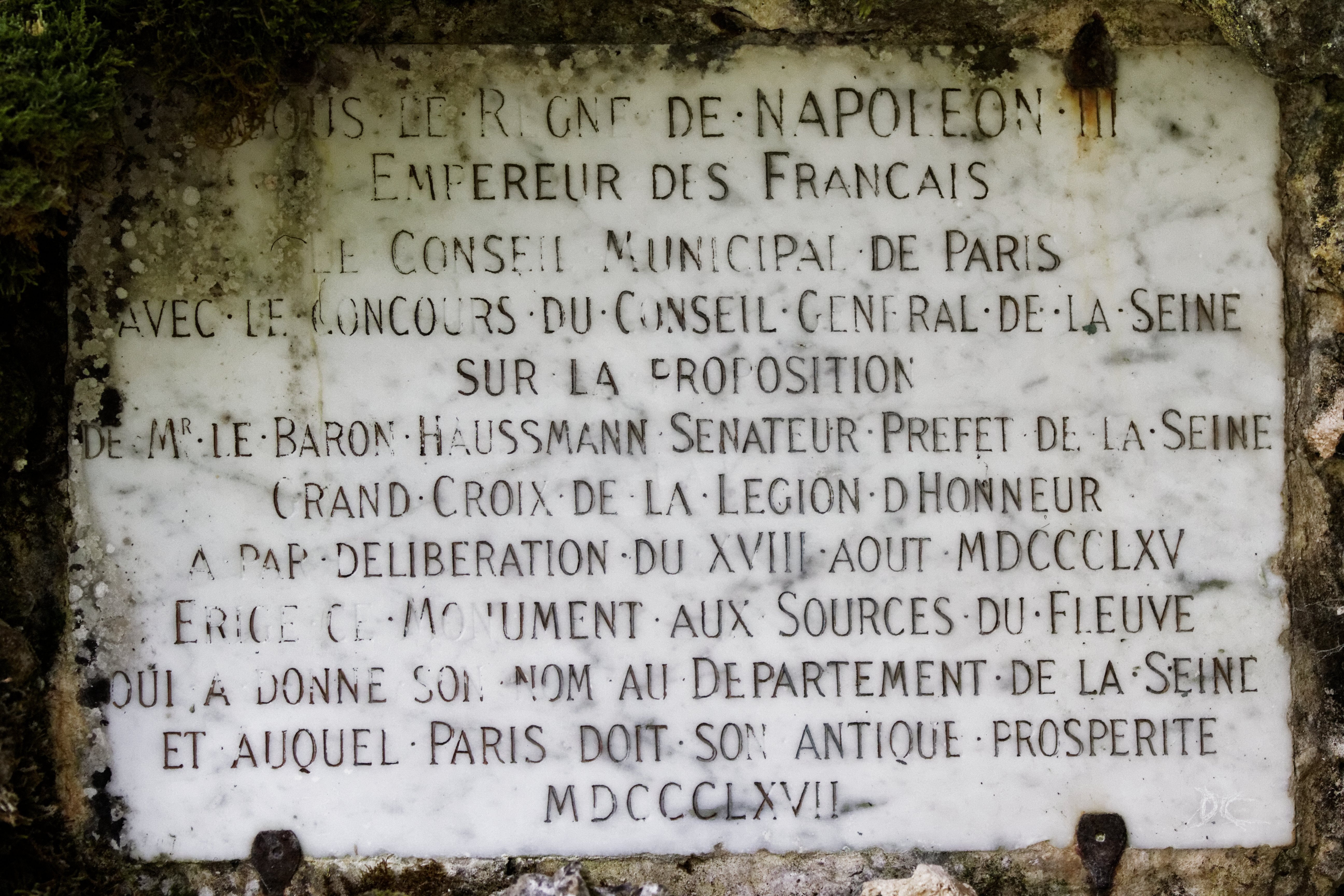
Plaque.

Au cours de la deuxième moitié du XVIIIe siècle et au début du XIXe siècle, plusieurs artéfacts gallo-romains sont découverts près des sources de la Seine : 
- « [...] une galère de bronze [...] portant deux rameurs à tête nue et chauve » a été découverte en 1763 sur le territoire de la commune de Blessey. Un article en livre la description précise ainsi que plusieurs figures représentant l'objet[6], conservé au musée archéologique de Dijon. Un seul des deux rameurs décrits au XVIIIe siècle subsiste.
- un « très grand trident en fer » aurait été découvert en 1787 dans un champ « peu éloigné des sources », mais il aurait été détruit pour en récupérer le fer non oxydé.
- « quelques débris de poterie romaine, deux médailles en bronze d'Aurélien, et la main droite d'une statue en pierre blanche tenant une tête de dauphin » ont été découverts en 1822 à l'occasion de la démolition d'une petite chapelle consacrée à Notre-Dame des Fontaines à la source du Billy.

Ces découvertes éveillent l'attention de la Commission des antiquités de Côte d'Or, qui décide après réflexion de lancer des recherches à l'endroit des premières sources de la Seine, « dans le fond d'un étroit vallon qui fait partie des territoires des communes de Saint-Seine et Saint-Germain-la-Feuille. », dont Henri Baudot, président de la commission, propose une description dans son Rapport sur les découvertes archéologiques faites aux sources de la Seine.

« Ce vallon  offre   un  aspect à  la  fois  mélancolique  et  sauvage  ;  éloigné  de  toute  habitation,  le regard  ne  peut  s'y  étendre  au-delà  des  bois  qui  garnissent  ses  flancs et du  tapis  de verdure  qui  se déroule au fond du vallon [...] Dans les temps de  sécheresse,  les  premières  sources  tarissent  presque  entièrement  et n'offrent  qu'un  lit  desséché  qui  accroît  encore la tristesse  et la  solitude de ce vallon  mystérieux [...] »

Cette première campagne de fouilles est menée entre 1836 et 1843 sous la direction de l'archéologue Chaussier-Morisot. Elle met au jour les fondations du sanctuaire et permet la découverte d'une centaine d'ex-votos, tous représentés sur des planches en annexe du rapport. 
La découverte de l'importance historique du site conduit la ville de Paris à racheter le terrain qui entoure la source en 1864. L'année suivante, elle érige une grotte artificielle destinée à la protéger, ainsi qu'une statue de nymphe symbolisant le fleuve, œuvre du sculpteur dijonnais François Jouffroy connue sous le nom de Nymphe des sources de la Seine. Très dégradé, l'original a été remplacé en 1934 par une copie réalisée par Paul Auban.

### Campagnes de fouilles duXXesiècle
Le site voit plusieurs campagnes de fouilles au XXe siècle, tout d'abord entre 1930 et 1939 sous la direction d'Henry Corot, puis de 1948 à 1953 par Roland Martin et Gabriel Grémaud. Elles confirment l'importance du sanctuaire, un fanum de tradition celtique étant découvert, ainsi que la source sacrée canalisée et deux bassins destinés aux ablutions. Elles mettent également au jour des objets divers, dont deux statues en bronze, identifiées comme représentant Séquana et un faune. Entre 1963 et 1967, Roland Martin et Simone Deyts extraient d'une zone marécageuse du sanctuaire un ensemble de bois sculptés qui semblent provenir de la source principale et auraient été accidentellement apportées par des crues successives. Au total, 300 morceaux de chêne sculptés sont mis au jour ; gorgés d'eau, ils ont été protégés de l'air et des attaques d'insectes. Les différents objets sont exposés au musée archéologique de Dijon.
Les vestiges gallo-romains sont classés au titre des monuments historiques le 7 septembre 1945. L'ensemble du site archéologique et paysager des sources de la Seine est inscrit au titre des monuments historiques par l'arrêté du 8 août 2016, remplacé par un arrêté de classement le 21 janvier 2020.
Au XXIe siècle, le désintérêt relatif de Paris pour le site conduit la région Bourgogne à manifester son intérêt pour acquérir la parcelle afin de la mettre en valeur.